# ビジュアルアーツ大感謝祭 「Shift:NEXT →Generation!」 -きみとかなでるあしたへのうた-
ビジュアルアーツ大感謝祭 「Shift:NEXT →Generation!」 -きみとかなでるあしたへのうた- （ビジュアルアーツだいかんしゃさい シフト ネクスト ジェネレーション）は、2012年7月29日に行われた、ゲームソフト会社「株式会社 ビジュアルアーツ」創立20周年を記念したイベント。

## イベント情報
- 日時：2012年7月29日
- 会場：横浜アリーナ
- 開場：午後2時
- 開演：午後4時
- 終演：午後9時30分

## 概要
ビジュアルアーツは1991年に設立し（当初は「株式会社ビジュアルアーティストオフィス」という名称）、「Key」や「SAGA PLANETS」といった複数のコンピューターゲームのブランドや「I've」などの音楽レーベルを擁するソフトウェア会社である。
そんなビジュアルアーツが創立20周年を迎えたことから日頃の感謝を伝えるべく、当イベントが開催された。ちなみに2011年が本当の20周年を迎えた年だが、会場を抑える都合上などで翌年に開催となった。
ライブイベントは前半が『I've Side』約2時間半、後半が『KSL Side』約2時間半で、合計5時間を越えるライブは全ての楽曲がビジュアルアーツのパートナーブランドに関連するものであった。
また会場ロビーは当日の朝から開放され年表や数々の展示品を見ることができたほか、ビジュアルアーツのゲームブランドに起用されることの多い声優を大阪のスタジオへゲストに招き、音声をつないでの公開トークイベントや、KSLのクラブイベント「OTSU」が会場内ホールで行われた。

## 参加アーティスト・セットリスト

### I've
- SHORT CIRCUIT
  1. 恋愛CHU!
  2. Double HamoniZe Shock
- 詩月カオリ
  1. Do you know the magic?
  2. Pure Heart 〜世界で一番アナタが好き〜
- 島みやえい子
  1. verge
  2. sacred words
  3. さよならを教えて 〜comment te dire adieu〜
- Larval Stage Planning
  1. Rolling Star☆彡
- 川田まみ
  1. Wind and Wander
  2. Blaze a trail
  3. birthday eve
- C.G mix
  1. under the darkness
  2. Welcome to HEAVEN!
- KOTOKO
  1. Abyss
  2. Time heals all sorrows
  3. Close to me...
  4. bumpy-Jumpy!
- Outer
  1. FUCK ME
  2. Leave me hell alone
  3. Princess Brave!
- I've
  1. Fair Heaven

### Key Sounds Label
- 多田葵
  1. Harvest
- Girls Dead Monster
  1. Crow Song
- marina
  1. Alchemy
- LiSA
  1. Thousand Enemies
  2. Day Game
- karuta
  1. 一番の宝物 (Original Version)
- 多田葵
  1. Brave Song
  2. CANOE
- NanosizeMir
  1. 闇の彼方へ
  2. ささやかなはじまり
- NanosizeMir feat. 折戸伸治・樋上いたる
  1. Philosophyz
- 北沢綾香
  1. サンブライド
- 鈴田美夜子
  1. one's future
- Rita
  1. Alicemagic
  2. Little Busters! -Little Jumper Ver.-
- eufonius
  1. メグメル
- 茶太
  1. だんご大家族
- Lia
  1. 鳥の詩
  2. Liaメドレー (青空、nostalgia、Life is like a Melody、夏影)
  3. My Soul,Your Beats!

### I've × Key Sounds Label
1. Last regrets (Liaを除く)
2. Orpheus 〜君と奏でる明日へのうた〜

## マスコットキャラクター
ビジュアルアーツ20周年記念として、Key所属のイラストレーター「樋上いたる」がマスコットキャラクターを書下ろした。キャラクターの名前は一般公募し、最終的に『花音（カノン）』（CV:すずきけいこ）『詩音（シオン）』（CV:民安ともえ）となった。

## 記念ソング
イベント開催にあたり、ビジュアルアーツの代表取締役社長馬場隆博はみんなで大合唱をするのが夢と語っており、自ら作詞したイベントの記念テーマソング「Orpheus 〜君と奏でる明日へのうた〜」を制作。作曲は折戸伸治が担当した。
この楽曲を収録したCDが2012年6月29日にKey Sounds Labelより1,050円で発売された。収録時にアーティストはKOTOKO・Lia・多田葵・川田まみ・LiSA・詩月カオリ・Rita・島みやえい子・茶太の9名が参加している。

## Blu-ray
当イベントの模様を収録したBlu-rayディスクが2013年1月29日にソフトウェア流通版(品番：KSLA0004〜0006)、2013年1月30日に音楽流通版(品番：KSLM0004〜0006)が発売された。販売形態は2種類あるが、中身の違いは全くない。Blu-rayのみの販売でDVDの販売をおこなっていない。
封入特典として、当日行われたライブの楽曲部分をMP3で詰め込んだCDやブックレット、馬場と参加アーティスト（I'veは高瀬一矢・中沢伴行・川田まみ・詩月カオリ、KSLはLia・marina・LiSA・Rita）たちによるオーディオコメンタリーが収録されている。また、参加アーティストたちをイラスト化したトレーディングカードゲーム会社「ブシロード」が展開している「ヴァイスシュヴァルツカード」も封入されている。

### 収録内容
| #   | タイトル                                       | 作詞 | 作曲・編曲 | 歌唱                  |
| --- | ---------------------------------------------- | ---- | ---------- | --------------------- |
| 1.  | 「Opening」                                    |      |            |                       |
| 2.  | 「恋愛CHU!」                                   |      |            | KOTOKO to 詩月カオリ  |
| 3.  | 「Double HarmoniZe Shock!!」                   |      |            | KOTOKO to 詩月カオリ  |
| 4.  | 「Do you know the magic?」                     |      |            | 詩月カオリ            |
| 5.  | 「Pure Heart ～世界で一番アナタが好き～」      |      |            | 詩月カオリ            |
| 6.  | 「verge」                                      |      |            | 島みやえい子          |
| 7.  | 「sacred words」                               |      |            | 島みやえい子          |
| 8.  | 「さよならを教えて ～comment te dire adieu～」 |      |            | 島みやえい子          |
| 9.  | 「Rolling Star☆彡」                            |      |            | Larval Stage Planning |
| 10. | 「Wind and Wander」                            |      |            | 川田まみ              |
| 11. | 「Blaze a trail」                              |      |            | 川田まみ              |
| 12. | 「birthday eve」                               |      |            | 川田まみ              |
| 13. | 「under the darkness」                         |      |            | C.G mix               |
| 14. | 「Welcome to HEAVEN!」                         |      |            | C.G mix               |
| 15. | 「Abyss」                                      |      |            | KOTOKO                |
| 16. | 「Time heals all sorrows」                     |      |            | KOTOKO                |
| 17. | 「Close to me...」                             |      |            | KOTOKO                |
| 18. | 「bumpy-Jumpy!」                               |      |            | KOTOKO                |
| 19. | 「FUCK ME」(Instrumental)                      |      |            | Outer                 |
| 20. | 「Leave me hell alone」                        |      |            | Outer                 |
| 21. | 「Princess Brave!」                            |      |            | Outer                 |
| 22. | 「Fair Heaven」                                |      |            | 全員                  |

| #   | タイトル                                                    | 作詞 | 作曲・編曲 | 歌唱               |
| --- | ----------------------------------------------------------- | ---- | ---------- | ------------------ |
| 1.  | 「Opening」                                                 |      |            |                    |
| 2.  | 「Harvest」                                                 |      |            | 多田葵             |
| 3.  | 「Crow Song」                                               |      |            | Girls Dead Monster |
| 4.  | 「Alchemy」                                                 |      |            | marina             |
| 5.  | 「Thousand Enemies」                                        |      |            | LiSA               |
| 6.  | 「Day Game」                                                |      |            | LiSA               |
| 7.  | 「一番の宝物」                                              |      |            | karuta             |
| 8.  | 「Brave Song」                                              |      |            | 多田葵             |
| 9.  | 「CANOE」                                                   |      |            | 多田葵             |
| 10. | 「闇の彼方へ」                                              |      |            | NanosizeMir        |
| 11. | 「ささやかなはじまり」                                      |      |            | NanosizeMir        |
| 12. | 「Philosophyz」                                             |      |            | NanosizeMir        |
| 13. | 「サンブライト」                                            |      |            | 北沢綾香           |
| 14. | 「one's future」                                            |      |            | 鈴田美夜子         |
| 15. | 「Alicemagic」                                              |      |            | Rita               |
| 16. | 「Little Busters!」(Little Jumper Ver.)                     |      |            | Rita               |
| 17. | 「メグメル」                                                |      |            | eufonius           |
| 18. | 「だんご大家族」                                            |      |            | 茶太               |
| 19. | 「鳥の詩」                                                  |      |            | Lia                |
| 20. | 「Lia メドレー」(青空/nostalgia/Life is like a Melody/夏影) |      |            | Lia                |
| 21. | 「My Soul, Your Beats!」                                    |      |            | Lia                |
| 22. | 「Last regrets」                                            |      |            | 全員 (Liaを除く)   |
| 23. | 「Orpheus ～君と奏でる明日へのうた～」                      |      |            | 全員               |

## 逸話
- イベントに先立ち記者会見が行われ、馬場隆博、KOTOKO、Lia、LiSA、高瀬一矢が登壇した。またインターネットで生中継されたほか、事前に選ばれた一般の出席者も質問を行うことができた。
- イベント当時、I'veのボーカリストであった「MELL」は体調不良でイベントには最初から参加する予定がなかった。
- このイベントの企画・構成・総合プロデュースを行った馬場は高熱を出した。[いつ?]
- 記者会見時Liaは妊娠中であったため、イベントには参加する予定であるがどのような形になるかは未定とされていた。実際にLiaのライブパートはライブの構成への影響を小さくするためアンコール後全員挨拶の前になっていた。